# Liste des grands maîtres de l'ordre de Saint-Jean de Jérusalem
Pour un article plus général, voir Ordre de Saint-Jean de Jérusalem.
Le supérieur de l'ordre de Saint-Jean de Jérusalem porte le titre de grand maître depuis 1267. Le grand maître est élu à vie par le chapitre général de l'Ordre. Ce titre est la plus haute autorité de l’Ordre. Il possède les mêmes droits et le même rang que les cardinaux.

## Ordre des Hospitaliers de Saint-Jean de Jérusalem(1099-1799)
Cet ordre, créé à Jérusalem en 1099, est dirigé par un supérieur. C'est en 1267 que le pape Clément IV accorde le titre de grand maître au supérieur de l'Ordre. Le grand maître est élu à vie, dès qu'un chapitre général peut être réuni après le décès du grand maître. Il en sera ainsi jusqu'à l'abdication, en 1799, du dernier grand maître de l'ordre des Hospitaliers de Saint-Jean de Jérusalem, Ferdinand de Hompesch.

### L'OrdreenTerre sainte(1099-1291)

#### Supérieur de l'Ordre (1099-1267)

##### Siège de l'Ordre àJérusalem(1099-1187)
- 1 - Frère Gérard (1099–1120), recteur ou hospitalier, fondateur de l'Ordre[1]
  - - Pierre de Barcelone (1120–1121 ou 1122) (1er intérim suivant certains auteurs)[2]
  - - Frère Roger ou Boyant Roger (1121 ou 1122-1123) (2e intérim suivant certains auteurs)[2]
- 2 - Raymond du Puy (1121 ou 1123–1158 ou 1160), recteur ou supérieur
- 3 - Auger de Balben (1158 ou 1160–1162 ou 1163)
  - 4 - Arnaud de Comps (1162 ou 1163–1162 ou 1163) (considéré aujourd'hui comme n'ayant jamais existé)[3]
- 5 - Gilbert d'Aissailly (1162 ou 1163–1170)
- 6 - Caste de Murols (1170–1172)
- 7 - Joubert de Syrie (1172–1177)
- 8 - Roger de Moulins (1177–1187)
  - - Guillaume Borrel (1187-1187 ou 1188) commandant-lieutenant de l'Ordre ad interim
  - - Hermangard d'Asp (1187 ou 1188-1188) commandant-lieutenant de l'Ordre ad interim

##### Siège de l'Ordre àTyr[4]ouMargat[5],[6](1188-1202 ou 1203)
- 9 - Hermangard d'Asp (1188–1189 ou 1190)
- 10 - Garnier de Naplouse (1189 ou 1190–1192)
- 11 - Geoffroy de Donjon (1192–1202)
  - - Pierre de Mirmande (1202-1203) commandant-lieutenant de l'Ordre ad interim

##### Siège de l'Ordre àSaint-Jean-d'Acre(1202 ou 1203-1267)
- 12 - Alphonse de Portugal (1202 ou 1203–1206)
- 13 - Geoffroy le Rat (1206–1207)
- 14 - Garin de Montaigu (1207–1227 ou 1228)
- 15 - Bertrand de Thessy (1228–1231)
- 16 - Guérin Lebrun (1231–1236)
- 17 - Bertrand de Comps (1236–1239 ou 1240)
- 18 - Pierre de Vieille-Bride (1240–1242)
- 19 - Guillaume de Chateauneuf (1242–1258)
  - - Jean de Ronay (1244-1250) lieutenant de l'Ordre ad interim pendant la captivité de Guillaume de Chateauneuf
- 20 - Hugues Revel (1258–1267)

#### Grand maître de l'Ordre (1267-1799)
C'est en 1267, sous la magistrature de Hugues de Revel, que le titre de grand maître est accordé au supérieur de l'Ordre par un bref du pape Clément IV

##### Siège de l'Ordre àSaint-Jean-d'Acre(1267-1291)
- 20 - Hugues Revel (1267–1277)
- 21 - Nicolas Lorgne (1277 ou 1278–1284)
  - - Jacques de Taxi (1285-1286) commandant-lieutenant de l'Ordre ad interim pendant l'absence de Jean de Villiers en Terre sainte
- 22 - Jean de Villiers (1284 ou 1285–1291)

##### Siège de l'Ordre àChypre(1291-1305)
- 22 - Jean de Villiers (1291–1293 ou 1294)
- 23 - Eudes des Pins (1294–1296)
- 24 - Guillaume de Villaret (1296 ou 1300[8]–1305)

### L'OrdreàRhodes(1305-1522)
- 25 - Foulques de Villaret (1305–1319)
  - - Maurice de Pagnac (1317-1319)
- 26 - Hélion de Villeneuve (1319-1346)
- 27 - Dieudonné de Gozon (1346-1353)
- 28 - Pierre de Corneillan (1353-1355)
- 29 - Roger des Pins (1355-1365)
- 30 - Raymond Bérenger (1365-1374)
- 31 - Robert de Juilly ou de Juliac (1374-1376)
- 32 - Juan Fernández de Heredia (1377–1396)
- 33 - Riccardo Caracciolo (1383–1395) anti-grand maître à Rome
  - - Bartolomeo Carafa della Spina (1395-1405) anti-grand maître
  - - Nicolas Orsini di Campodifiore (1405-1409) anti-grand maître
- 34 - Philibert de Naillac (1396-1421)
  - - Dominique d'Allemagne (1409-1411) lieutenant de l'Ordre ad interim pendant l'absence de Philibert de Naillac
  - - Hesso Schegelholtz (1411-1412) lieutenant de l'Ordre ad interim pendant l'absence de Philibert de Naillac
  - - Luce de Vallins (1412-1419) lieutenant de l'Ordre ad interim pendant l'absence de Philibert de Naillac
  - - Antoni de Fluvià (1419-1420) lieutenant de l'Ordre ad interim pendant l'absence de Philibert de Naillac
- 35 - Antoni de Fluvià (1421-1437)
- 36 - Jean de Lastic (1437-1454)
- 37 - Jacques de Milly (1454-1461)
- 38 - Piero Raimondo Zacosta (1461-1467)
- 39 - Giovanni Battista Orsini (1467-1476)
- 40 - Pierre d'Aubusson (1476-1503)
- 41 - Emery d'Amboise (1503-1512)
- 42 - Guy de Blanchefort (1512–1513)
- 43 - Fabrizio del Carretto (1513-1521)
- 44 - Philippe de Villiers de L'Isle-Adam (1521-1530)

### L'OrdreàMalte(1530-1799)
- 44 - Philippe de Villiers de L'Isle-Adam (1531-1534)
- 45 - Pierino de Ponte (1534-1535)
- 46 - Didier de Sainte-Jalle (1535-1536)
- 47 - Juan de Homedes (1536-1553)
- 48 - Claude de La Sengle (1553-1557)
- 49 - Jean de Valette (1557-1568)
- 50 - Pietro del Monte (1568-1572)
- 51 - Jean L'Evesque de La Cassière (1572-1581)
  - - Mathurin Romegas (1581) anti-grand maître
- 52 - Hugues Loubens de Verdalle (1581-1595)
- 53 - Martin Garzez (1595-1601)
- 54 - Alof de Wignacourt (1601-1622)
- 55 - Luis Mendes de Vasconcellos (1622-1623)
- 56 - Antoine de Paule (1623-1636)
- 57 - Jean-Paul de Lascaris-Castellar (1636-1657)
- 58 - Martin de Redin (1657-1660)
- 59 - Annet de Clermont-Gessan (1660)
- 60 - Rafael Cottoner y de Oleza (1660-1663)
- 61 - Nicolas Cottoner y de Oleza (1663-1680)
- 62 - Gregorio Carafa (1680-1690)
- 63 - Adrien de Wignacourt (1690-1697)
- 64 - Raimondo Perellos y Roccafull (1697-1720)
- 65 - Marc'Antonio Zondadari (1720-1722)
- 66 - António Manoel de Vilhena (1722-1736)
- 67 - Raymond Despuig (1736-1741)
- 68 - Manoel Pinto da Fonseca (1741-1773)
- 69 - Francisco Ximenes de Texada (1773-1775)
- 70 - Emmanuel de Rohan-Polduc (1775-1797)
- 71 - Ferdinand de Hompesch (1797-1799)

## Ordre de Saint-Jean de Jérusalemde facto(1798-1805)
À partir de l'abdication, en 1799, du dernier grand maître de l'Ordre, Ferdinand de Hompesch, l'ordre des Hospitaliers de Saint-Jean de Jérusalem perdure de facto sous la responsabilité de Paul Ier de Russie puis d'un grand maître nommé par le pape. La succession de ce grand maître sera assurée jusqu'en 1879 par le lieutenant du grand magistère. À partir de 1801, le statut de l'Ordre est discuté par les historiens jusqu'à la réélection d'un grand maître en 1879.

### Ordre enRussie(1798-1803)
- 72 - Paul Ier de Russie (1798–1801), nommé protecteur de l'Ordre puis grand maitre de facto, orthodoxe, il n'est pas reconnu par le pape Pie VI
  - - Nikolaï Saltykov (1801–1803), Lieutenant de facto.

### Ordre enSicile(1803-1826)
- 73 - Giovanni Battista Tommasi (1803–1805) nommé grand maître par le pape Pie VII
  - - Lieutenants du grand magistère (1805–1826)

## Sources
- Bertrand Galimard Flavigny, Histoire de l’ordre de Malte, Paris, Perrin, 2006 (ISBN 2-262-02115-5)
- Joseph Delaville Le Roulx, Les Hospitaliers en Terre sainte et à Chypre (1100-1310), Paris, Ernest leroux, 1904